# Tim Shaw
Timothy Andrew Shaw, detto Tim (Long Beach, 8 novembre 1957), è un ex nuotatore ed ex pallanuotista statunitense, vincitore di due medaglie d'argento alle olimpiadi di Los Angeles 1984 e di Montréal 1976.
È stato uno dei pochi atleti a vincere medaglie olimpiche in discipline differenti (nuoto e pallanuoto). Infatti vinse la medaglia d'argento nella distanza dei 400 m. stile libero ai giochi olimpici di Montréal nel 1976 e, successivamente, raggiunse di nuovo il secondo gradino del podio a Los Angeles nel 1984 con la nazionale statunitense di pallanuoto.
La sua impresa di maggior livello è stata la vittoria dei 200 m, 400 m e 1500 m stile libero campionati mondiali di Cali, nel 1975.

## Palmarès
- Giochi olimpici:

Montreal 1976: argento nei 400m stile libero.
Los Angeles 1984: argento nella pallanuoto.
- Campionati mondiali:

Cali 1975: oro nei 200m, 400m e 1500m stile libero
- Giochi panamericani

Caracas 1983: oro nella pallanuoto

## Riconoscimenti
- World Swimmer of the Year: 1974, 1975